# Falkirk Wheel
Falkirk Wheel, der er navngivet efter den nærliggende by Falkirk i det centrale Skotland, er et roterende slusesystem, der forbinder Forth and Clyde Canal med Union Canal. De to kanaler har en højdeforskel på 24 meter, hvilket svarer til en 8 etagers bygning. Den roterende sluse kan bære 600 tons.
Den 24. maj 2002 åbnede Elizabeth 2. af Storbritannien Falkirk Wheel.
Slusesystemet er det eneste af sin art i verden.